# Наукова етика
Науко́ва е́тика — де термін «етика» походить від дав.-гр. ἦθος (лат. ethica) в перекладі означає «звичай». Що є узвичаєнням наукового середовища, встановленням норм і сукупності правил певної соціальної групи.
Наукова етика — у сучасній науці це сукупність офіційно опублікованих правил, порушення яких веде до адміністративного розгляду.

## Загальний опис
Вчений повинен додержуватися принципів наукової етики, щоб успішно займатися науковими дослідженнями. У науці як ідеал проголошується принцип, що перед обличчям істини всі дослідники рівні, що жодні минулі заслуги не беруться до уваги, якщо мова йде про наукові докази. Не менш важливим принципом наукового етосу є вимога наукової чесності при викладі результатів дослідження. Учений може помилятися, але не має права фальсифікувати результати, він може повторити вже зроблене відкриття, але не має права займатися плагіатом. Посилання як обов'язкова умова оформлення наукової монографії й статті покликані зафіксувати авторство тих або інших ідей і наукових текстів, і забезпечувати чітку селекцію вже відомого в науці й нових результатів. Існують детально розроблені правила про те, яким умовам повинні відповідати співавтори наукової статті. Нижче наведена витримка із правил, розроблених у Гарвардському Університеті:
|  | Кожний, хто вказаний як автор, повинен внести суттєвий безпосередній інтелектуальний внесок у працю. Наприклад, повинен внести вклад у концепцію, дизайн і/чи інтерпретацію результатів. "Почесне" співавторство заборонене. Надання фінансування, технічної підтримки, пацієнтів або матеріалів, як би це не було важливо для роботи, само по собі не є достатнім внеском у роботу для того щоб стати співавтором. Кожен, хто вніс істотний вклад у роботу, повинен бути співавтором. Кожний, хто вніс менш значний внесок у роботу повинен бути перелічений у списку людей, яким виноситься подяка наприкінці статті. |

Дані моральні принципи часто порушуються. У різних наукових співтовариствах може встановлюватися різна жорсткість санкцій за порушення етичних принципів науки. Зниження «якості знання» при порушенні етики науки веде до макулатурної науки, ідеологізації науки, і комерціалізації науки (у кого основна мета є гонка за фінансуванням). Одним з важелів контролю над виконанням наукової етики є анонімне рецензування наукових статей, проектів і звітів.
Наукова етика — це не тільки адміністративні правила, але так само й сукупність моральних принципів, яких дотримуються вчені в науковій діяльності і які забезпечують функціонування науки.
Роберт Мертон у своїх роботах із соціології науки створив чотири моральні принципи:
1. Колективізм — результати дослідження повинні бути відкриті для наукового співтовариства.
2. Універсалізм — оцінка будь-якої наукової ідеї або гіпотези повинна залежати тільки від її змісту й відповідності технічним стандартам наукової діяльності, а не від соціальних характеристик її автора, наприклад, його статусу.
3. Безкорисливість — при опублікуванні наукових результатів дослідник не повинен прагнути до одержання якоїсь особистої користі, крім задоволення від розв'язки проблеми.
4. Організований скептицизм — дослідники повинні критично ставитися як до власних ідей, так і до ідей, що висуваються їхніми колегами.

## Історія наукової етики
Основна ідея етики в науці була виражена ще Аристотелем — «Платон мені друг, але істина дорожче».
З XIX ст. наукова діяльність стала професійною. Етика науки стала видом професійної етики.

## Сучасна наукова етика
Сучасна наукова етика характеризується наступним:
- універсальна мета — одержання й розширення сфери об'єктивного знання;
- відповідає нормам толерантності.

В етичному кодексі вченого підкреслюються не утилітарні, а вищі інтелектуальні цінності. Особлива роль приділяється також питанням наукової чесності, збереженню «доброго імені» (особистої честі), а не тільки вульгарної популярності, гри на широку публіку. В XX ст. ситуація трохи змінилася — вже менш суворі вимоги, наука стала більш «багатою».